# ستيفن فالون
ستيفن فالون (بالإنجليزية: Steven Fallon)‏ (8 مايو 1979 في المملكة المتحدة - ) هو لاعب كرة قدم بريطاني في مركز الدفاع. لعب مع دندي يونايتد ونادي ستنهاوسموير وDundee North End F.C. ‏ ونادي اربوراث وSt Andrews United F.C. ‏ وTayport F.C. ‏ ونادي كوينز بارك.

## وصلات خارجية
- ستيفن فالون على موقع Soccerbase.com (لاعب) (الإنجليزية)